# Leonid Cemortan
Leonid Cemortan (n. 6 noiembrie 1927 în Chetrosu, jud. Soroca, Regatul României – d. 27 iunie 2009 în Chișinău, Republica Moldova) savant și intelectual basarabean, a fost un specialist în domeniul teatrologiei, doctor habilitat în studiul artelor (din 1994), profesor universitar (din 1995) și membru corespondent al AȘM (din 1995).n calitate de director al Filarmonicii de Stat, iar mai apoi de viceministru al culturii, a contribuit la fondarea și reformarea unor colective artistice de rezonanță universală – Teatrul de Operă și Balet, formațiile ,,Joc” și ,,Fluieraș”, la constituirea Teatrului Muzical Dramatic ,,Vasile Alecsandri” din Bălți, a Studioului ,,Moldova-film”, a Televiziunii Naționale, a Teatrului Avangardist pentru Copii și Tineret ,,Luceafărul”.

## Despre
- Akademos, N.4(8), 2007, p. 73